# 1856 год в истории железнодорожного транспорта
1856 год в истории железнодорожного транспорта

## События
- В Турции построены первые железнодорожные линии Хайдарпаша — Эскишехир — Анкара и Эскишехир — Конья.[1]
- В Португалии проложена первая железнодорожная линия Лиссабон — Каррегадо.[1]
- 21 апреля — открыт первый железнодорожный мост через реку Миссисипи между Рок-Айлендом, штат Иллинойс, и Давенпортом, штат Айова.
- Была построена железнодорожная линия соединившая Рим с городом Фраскати. Для этой дороги в Риме был построен вокзал Термини[2].
- В Финляндии основана машиностроительная компания Tampella, с 1900 года производившая паровозы.

## Новый подвижной состав
- Beyer-Peacock выпустила первые шведские паровозы серии B.

## Персоны

### Родились
- Вацлав Иванович Лопушинский, конструктор паровозов.